# Marc Gini
Marc Gini (* 8. November 1984 in Castasegna) ist ein ehemaliger Schweizer Skirennfahrer. Der Bruder von Sandra Gini war auf Slalom- und Riesenslalomrennen spezialisiert und gewann ein Weltcuprennen.

## Biografie
Ginis Karriere begann im Jahr 2000 mit Einsätzen an verschiedenen FIS-Rennen und nationalen Meisterschaften. Erste Erfolge zeichneten sich 2003 ab, als er auch in Europacup-Rennen eingesetzt wurde. 2004 musste er wegen eines Kreuzbandrisses eine ganze Saison pausieren. Grössere Bekanntheit auf nationaler Ebene erlangte Gini im April 2005 mit dem Gewinn des Schweizer Meistertitels im Slalom. Bereits seit Januar 2003 hatte er an Weltcup-Rennen teilgenommen, konnte aber erst am 4. Dezember 2005 als 22. des Slaloms in Beaver Creek seine ersten Weltcuppunkte gewinnen.
Gini nahm an den Weltmeisterschaften 2005, 2007 und 2009 im Slalom teil, schied aber jedes Mal aus. 2006 wurde er zum zweiten Mal Schweizer Meister im Slalom und zum ersten Mal im Riesenslalom; in den nächsten drei Jahren folgten zwei weitere Schweizer Meistertitel im Slalom und einer in der Super-Kombination.
Am 11. November 2007 gewann Gini mit der Startnummer 19 überraschend den Slalom auf der Reiteralm vor Kalle Palander und Manfred Mölgg, nachdem er schon nach dem ersten Lauf geführt hatte, und holte so den einzigen Weltcupsieg seiner Karriere. Fünf Wochen später erzielte er mit Platz sieben im Slalom von Alta Badia sein bis dahin zweitbestes Weltcupergebnis. In weiterer Folge konnte sich Gini längere Zeit nicht mehr unter den besten zehn klassieren und wurde nach der Saison 2008/09 aufgrund ungenügender Leistungen (ein 14. Platz als bestes Ergebnis) von der Nationalmannschaft ins B-Kader von Swiss-Ski zurückversetzt.
In der Saison 2009/10 zeigte Gini eine aufsteigende Leistungskurve: Am 15. November 2009 fuhr er als Zehnter im Slalom von Levi erstmals seit fast zwei Jahren wieder in die Top 10 im Weltcup, und am 3. Dezember feierte er seinen ersten Europacupsieg. Am 10. Januar 2010 erreichte er mit Platz sechs im Slalom von Adelboden das zu diesem Zeitpunkt zweitbeste Weltcupresultat seiner Karriere. Diese Resultate verhalfen ihm auch zu einem Start bei seinen ersten Olympischen Winterspielen in Vancouver, wo er 15. im Slalom wurde. Zudem stieg er vom Schweizer B-Kader für die Saison 2010/11 in das A-Kader auf. In der Weltcupsaison 2010/11 hatte Gini im Gegensatz zu den Vorjahren fast keine Ausfälle zu verzeichnen. Sein bestes Saisonresultat war der vierte Platz beim Final in Lenzerheide. Bei den Weltmeisterschaften 2011 in Garmisch-Partenkirchen belegte er nur den 37. Platz, erzielte damit aber bei seiner vierten WM-Teilnahme zum ersten Mal ein Ergebnis.
Nach Ende der Saison 2010/11 unterzog sich Gini einer Meniskusoperation, bei der auch ein Knorpelschaden im Knie behandelt wurde. Wegen anhaltender Schmerzen, die ihm nur ein stark eingeschränktes Sommertraining ermöglicht hatten, folgte Anfang Oktober 2011 eine zweite Operation. In der Saison 2011/12 konnte er an keinem Rennen teilnehmen, in der darauf folgenden Saison 2012/13 blieb ein 17. Platz sein bestes Ergebnis. Bei den Weltmeisterschaften 2013 in Schladming wurde er 18. im Slalom. 2013/14 konnte er aufgrund zahlreicher Ausfälle kein einziges zählbares Ergebnis vorweisen und verpasste deutlich die Qualifikation für die Olympischen Spiele in Sotschi.
Nachdem der Winter 2014/15 ähnlich erfolglos verlaufen war, zeigte Gini in der Saison 2015/16 wieder eine aufsteigende Tendenz. Er gewann zwei Europacup-Slaloms und belegte in der Disziplinenwertung den dritten Platz. In der Weltcupsaison 2016/17 konnte er sich dreimal in den Punkterängen klassieren. Am 7. April 2017 gab er seinen Rücktritt als Spitzensportler bekannt.

## Erfolge

### Olympische Spiele
- Vancouver 2010: 15. Slalom

### Weltmeisterschaften
- Garmisch-Partenkirchen 2011: 37. Slalom
- Schladming 2013: 18. Slalom

### Weltcup
- 10 Platzierungen unter den besten zehn in Einzelrennen, davon 1 Sieg:

| Datum             | Ort       | Land       | Disziplin |
| ----------------- | --------- | ---------- | --------- |
| 11. November 2007 | Reiteralm | Österreich | Slalom    |

- 3 Podestplätze bei Mannschaftswettbewerben, davon 1 Sieg

### Weltcupwertungen
| 2005/06 | 98.                                   | 33                                    | -                                     | -                                     | 38.                                   | 33                                    |                                       |                                       |                                       |                                       |                                       |                                       |                                       |                                       |
| 2006/07 | 56.                                   | 124                                   | -                                     | -                                     | 19.                                   | 124                                   |                                       |                                       |                                       |                                       |                                       |                                       |                                       |                                       |
| 2007/08 | 50.                                   | 171                                   | -                                     | -                                     | 14.                                   | 171                                   |                                       |                                       |                                       |                                       |                                       |                                       |                                       |                                       |
| 2008/09 | 84.                                   | 66                                    | 52.                                   | 4                                     | 28.                                   | 62                                    |                                       |                                       |                                       |                                       |                                       |                                       |                                       |                                       |
| 2009/10 | 75.                                   | 77                                    | -                                     | -                                     | 22.                                   | 77                                    |                                       |                                       |                                       |                                       |                                       |                                       |                                       |                                       |
| 2010/11 | 50.                                   | 160                                   | -                                     | -                                     | 18.                                   | 160                                   |                                       |                                       |                                       |                                       |                                       |                                       |                                       |                                       |
| 2011/12 | verletzungsbedingt keine Ergebnisse   | verletzungsbedingt keine Ergebnisse   | verletzungsbedingt keine Ergebnisse   | verletzungsbedingt keine Ergebnisse   | verletzungsbedingt keine Ergebnisse   | verletzungsbedingt keine Ergebnisse   | verletzungsbedingt keine Ergebnisse   | verletzungsbedingt keine Ergebnisse   | verletzungsbedingt keine Ergebnisse   | verletzungsbedingt keine Ergebnisse   | verletzungsbedingt keine Ergebnisse   | verletzungsbedingt keine Ergebnisse   | verletzungsbedingt keine Ergebnisse   | verletzungsbedingt keine Ergebnisse   |
| 2012/13 | 92.                                   | 40                                    | -                                     | -                                     | 34.                                   | 40                                    |                                       |                                       |                                       |                                       |                                       |                                       |                                       |                                       |
| 2013/14 | keine Platzierung in den Punkterängen | keine Platzierung in den Punkterängen | keine Platzierung in den Punkterängen | keine Platzierung in den Punkterängen | keine Platzierung in den Punkterängen | keine Platzierung in den Punkterängen | keine Platzierung in den Punkterängen | keine Platzierung in den Punkterängen | keine Platzierung in den Punkterängen | keine Platzierung in den Punkterängen | keine Platzierung in den Punkterängen | keine Platzierung in den Punkterängen | keine Platzierung in den Punkterängen | keine Platzierung in den Punkterängen |
| 2014/15 | keine Platzierung in den Punkterängen | keine Platzierung in den Punkterängen | keine Platzierung in den Punkterängen | keine Platzierung in den Punkterängen | keine Platzierung in den Punkterängen | keine Platzierung in den Punkterängen | keine Platzierung in den Punkterängen | keine Platzierung in den Punkterängen | keine Platzierung in den Punkterängen | keine Platzierung in den Punkterängen | keine Platzierung in den Punkterängen | keine Platzierung in den Punkterängen | keine Platzierung in den Punkterängen | keine Platzierung in den Punkterängen |
| 2015/16 | 125.                                  | 17                                    | -                                     | -                                     | 40.                                   | 17                                    |                                       |                                       |                                       |                                       |                                       |                                       |                                       |                                       |
| 2016/17 | 104.                                  | 32                                    | -                                     | -                                     | 38.                                   | 32                                    |                                       |                                       |                                       |                                       |                                       |                                       |                                       |                                       |

### Europacup
- Saison 2015/16: 9. Gesamtwertung, 3. Slalomwertung
- 11 Podestplätze, davon 4 Siege:

| Datum             | Ort            | Land       | Disziplin |
| ----------------- | -------------- | ---------- | --------- |
| 3. Dezember 2009  | Val Thorens    | Frankreich | Slalom    |
| 2. Dezember 2010  | Åre            | Schweden   | Slalom    |
| 21. Dezember 2015 | Pozza di Fassa | Italien    | Slalom    |
| 3. Januar 2016    | Val-Cenis      | Frankreich | Slalom    |

### Nor-Am Cup
- 2 Podestplätze, davon 1 Sieg:

| Datum         | Ort      | Land   | Disziplin |
| ------------- | -------- | ------ | --------- |
| 16. März 2006 | Panorama | Kanada | Slalom    |

### Weitere Erfolge
- Schweizer Meister im Slalom (2005, 2006, 2007, 2009)
- Schweizer Meister im Riesenslalom (2006)
- Schweizer Meister in der Super-Kombination (2008)
- 25 Siege in FIS-Rennen